# Apiogaster centralis
Apiogaster centralis är en skalbaggsart som beskrevs av Karl Adlbauer 2007. Apiogaster centralis ingår i släktet Apiogaster och familjen långhorningar. Inga underarter finns listade i Catalogue of Life.